# 蓬德普瓦特
蓬德普瓦特（法語：Pont-de-Poitte，法語發音：[pɔ̃ də pwat]）是法国汝拉省的一个市镇，位于该省中部，属于隆斯勒索涅区。

## 地理
蓬德普瓦特（46°35'1"N, 5°41'42"E）面积7.02 平方千米，位于法国勃艮第-弗朗什-孔泰大區汝拉省，该省份为法国东部内陆省份，北起上索恩省，西北接科多尔省，西临索恩-卢瓦尔省，南至安省，东与杜省和瑞士接壤。
与蓬德普瓦特接壤的市镇（或旧市镇、城区）包括：布瓦西亚、安河畔巴雷西亚、拉尔吉莱马尔索奈、梅努瓦、帕托尔奈。

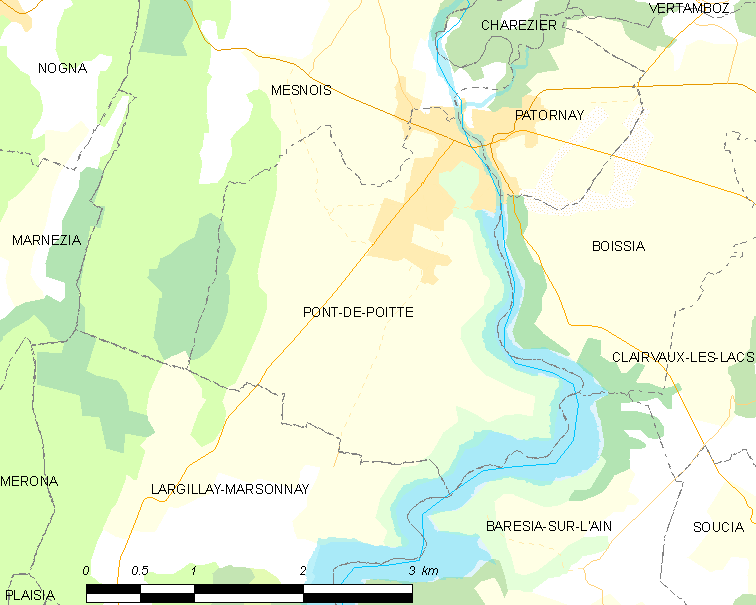
蓬德普瓦特的OSM定位图

蓬德普瓦特的时区为UTC+01:00、UTC+02:00（夏令时）。

## 行政
蓬德普瓦特的邮政编码为39130，INSEE市镇编码为39435。

## 政治
蓬德普瓦特所属的省级选区为圣洛朗昂格朗沃县。

## 人口

1962-2008年间蓬德普瓦特人口变化图示

蓬德普瓦特于2022年1月1日时的人口数量为626人。